# 格里別寧卡
49°47′55″N 27°8′26″E / 49.79861°N 27.14056°E
赫里貝寧卡（烏克蘭語：Грибенинка）是位於烏克蘭西部的村莊，由赫梅利尼茨基州裡赫梅利尼茨基區的舊康斯坦丁尼夫市鎮負責管轄。該村始建於1505年，面積1.22平方公里，海拔高度283米，2001年人口338，人口密度每平方公里277.7人。